# Annia Faustina (cràter)
Annia Faustina és un cràter d'impacte en el planeta Venus de 23,4 km de diàmetre. Porta el nom de Faustina Menor (c. 125-175), emperadriu romana, i el seu nom va ser aprovat per la Unió Astronòmica Internacional el 1991.